# Planetezimal
U kozmogoniji, planetezimali predstavljaju objekte za koje se vjeruje da su postojali unutar solarnih maglica. Smatra se da su se planetezimali formirali zbog koagulacije (zahvaljujući međusobnim sudaranju i gravitaciji) čestica koji su orbitirale oko prirastajućeg diska solarne maglice; akumulacija planetezimala je dovela do stvaranja protoplanetarnog diska, koji je s vremenom koagulirao u protoplanete i planete. Ponekad se isti pojam uopćeno koristi za asteroide i komete; drugi, kao Comins koriste termin za objekte s promjerom manjim od 10 km.
Općenito se smatra da je oko 3,8 milijardi godina većina planetezimala stvorenih unutar Sunčevog sustava ili napustilo orbitu ili koagulirala u veće objekte. Većina preostalih planetezimala postoji unutar asteroidnog pojasa.
Teorija velikog udara predlaže hipotezu prema kojoj se Zemljin Mjesec formirao zbog kolosalnog udara planetezimala zvanog Teja (Theia) u Zemlju tokom rane povijesti Sunčevog sustava.